# 阿尔贝雷宫
46°03′47″N 11°06′49″E / 46.063169°N 11.113663°E

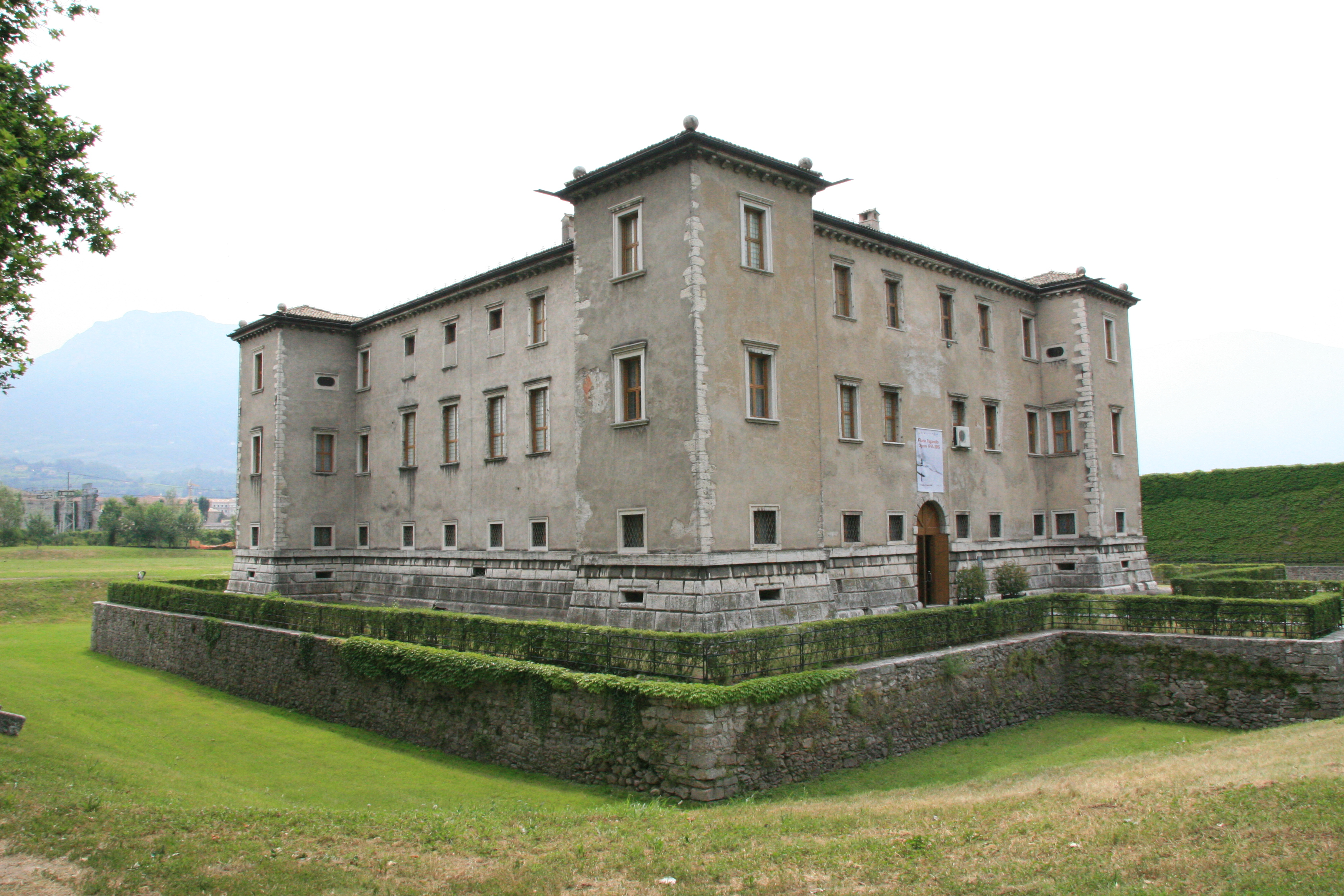
阿尔贝雷宫

阿尔贝雷宫（Palazzo delle Albere）是意大利北部特伦托的一个文艺复兴别墅，由特伦托采邑主教的马德鲁佐家族建于16世纪。它的名字（意为“树宫”）得自于通往城堡的杨树；它被公园环绕，但现在已经缩小，因为有勃伦纳铁路通过，又被特伦托纪念公墓占用。它是方形平面，有4个6米宽和20米高的方形角楼，周围有沟壕环绕。 
二楼的大厅曾有描绘查理五世事迹的壁画。三楼保存了大量文艺复兴时期的壁画。
据传说，它与特伦托主教座堂由一个秘密隧道连接。
从1987年到2011年，阿尔贝雷宫曾是特伦托和韦雷托现代和当代艺术博物馆的所在地。